# Lonely Man/Bad City
『Lonely Man/Bad City』（ロンリー・マン/バッド・シティ）は、1979年10月21日に発売されたSHŌGUNのシングル。

## 概要
テレビドラマ『探偵物語』の主題歌。エンディングテーマがA面、オープニングテーマがB面という構成になっている。
芳野藤丸によると、元々は「男達のメロディー」を制作した際に「もう1、2曲作ってみないか」とプロデューサーに言われて作ったもので、ドラマに使われることは考えていなかったとのこと。とはいえ、ドラマに使われたことで、発売から35年以上が経過した2015年現在でも20代の人にも知ってもらえていることには感謝していると語っている。また、ライブで歌えば必ずファンに喜んでもらえる曲であり、SHŌGUNの楽曲の中で、この2曲だけは歌詞を暗記しているという。
アルバム『ROTATION』にはアルバムバージョンを収録。シングルバージョンは1997年発売のベスト・アルバム『GOLDEN J-POP/THE BEST SHŌGUN』で初CD化。また、同年以降、2曲とも数回にわたって再録音が行われている。

## 収録曲
全作詞：Casey Rankin、全編曲：大谷和夫。
1. Lonely Man
作曲：大谷和夫、芳野藤丸
テレビサイズはイントロと1番のAメロのみで終了する。
2. Bad City
作曲：Casey Rankin
テレビサイズは1番の歌詞の後に続くセリフが異なる。